# Polar Sea Cape
Polar Sea Cape är en udde i Antarktis. Den ligger i Östantarktis. Nya Zeeland gör anspråk på området.
Terrängen inåt land är varierad. Havet är nära Polar Sea Cape västerut. Trakten är obefolkad. Det finns inga samhällen i närheten.